# Veliki vrh (Jezersko)
Il Veliki vrh (lett. "Monte Veliki") con 1.742 m s.l.m. è una cima delle Alpi di Kamnik e della Savinja.

## Ascensioni
- Jezersko - agriturismo Makek - Čedca - sella Mlinarsko - sella Mlinarsko sedlo - Veliki (2 ore).